# Liste des municipalités du Veracruz

Armoiries de l'État de Veracruz de Ignacio de la Llave

L'État de Veracruz est divisé en 212 municipalités. La capitale est Xalapa-Enríquez

## Liste des municipalités et des codes INEGI associés
Le code INEGI complet de la municipalité comprend le code de l'État - 30 - suivi du code de la municipalité. Exemple : Veracruz = 30193. Chaque municipalité comprend plusieurs localités. Ainsi, pour le chef-lieu de la municipalité de Veracruz, la ville de Veracruz : 301930001.

État de Veracruz de Ignacio de la Llave

Municipalités du Veracruz de Ignacio de la Llave

| Code INEGI | Municipalité                     | Chef-lieu de municipalité | Code INEGI | Municipalité                         | Chef-lieu de municipalité        |
| ---------- | -------------------------------- | ------------------------- | ---------- | ------------------------------------ | -------------------------------- |
| 001        | Acajete                          | Acajete                   | 107        | Las Minas                            | Las Minas                        |
| 002        | Acatlán                          | Acatlán                   | 108        | Minatitlán                           | Minatitlán                       |
| 003        | Acayucan                         | Acayucan                  | 109        | Misantla                             | Misantla                         |
| 004        | Actopan                          | Actopan                   | 110        | Mixtla de Altamirano                 | Mixtla de Altamirano             |
| 005        | Acula                            | Acula                     | 111        | Moloacán                             | Moloacán                         |
| 006        | Acultzingo                       | Acultzingo                | 112        | Naolinco                             | Naolinco de Victoria             |
| 007        | Camarón de Tejeda                | Camarón de Tejeda         | 113        | Naranjal                             | Naranjal                         |
| 008        | Alpatláhuac                      | Alpatláhuac               | 114        | Nautla                               | Nautla                           |
| 009        | Alto Lucero de Gutiérrez Barrios | Alto Lucero               | 115        | Nogales                              | Nogales                          |
| 010        | Altotonga                        | Altotonga                 | 116        | Oluta                                | Oluta                            |
| 011        | Alvarado                         | Alvarado                  | 117        | Omealca                              | Omealca                          |
| 012        | Amatitlán                        | Amatitlán                 | 118        | Orizaba                              | Orizaba                          |
| 013        | Naranjos Amatlán                 | Naranjos                  | 119        | Otatitlán                            | Otatitlán                        |
| 014        | Amatlán de los Reyes             | Amatlán de los Reyes      | 120        | Oteapan                              | Oteapan                          |
| 015        | Ángel R. Cabada                  | Ángel R. Cabada           | 121        | Ozuluama de Mascareñas               | Ozuluama de Mascareñas           |
| 016        | La Antigua                       | José Cardel               | 122        | Pajapan                              | Pajapan                          |
| 017        | Apazapan                         | Apazapan                  | 123        | Pánuco                               | Pánuco                           |
| 018        | Aquila                           | Aquila                    | 124        | Papantla                             | Papantla de Olarte               |
| 019        | Astacinga                        | Astacinga                 | 125        | Paso del Macho                       | Paso del Macho                   |
| 020        | Atlahuilco                       | Atlahuilco                | 126        | Paso de Ovejas                       | Paso de Ovejas                   |
| 021        | Atoyac                           | Atoyac                    | 127        | La Perla                             | La Perla                         |
| 022        | Atzacan                          | Atzacan                   | 128        | Perote                               | Perote                           |
| 023        | Atzalan                          | Atzalan                   | 129        | Platón Sánchez                       | Platón Sánchez                   |
| 024        | Tlaltetela                       | Tlaltetela                | 130        | Playa Vicente                        | Playa Vicente                    |
| 025        | Ayahualulco                      | Ayahualulco               | 131        | Poza Rica de Hidalgo                 | Poza Rica de Hidalgo             |
| 026        | Banderilla                       | Banderilla                | 132        | Las Vigas de Ramírez                 | Las Vigas de Ramírez             |
| 027        | Benito Juárez                    | Benito Juárez             | 133        | Pueblo Viejo                         | Ciudad Cuauhtémoc                |
| 028        | Boca del Río                     | Boca del Río              | 134        | Puente Nacional                      | Puente Nacional                  |
| 029        | Calcahualco                      | Calcahualco               | 135        | Rafael Delgado                       | Rafael Delgado                   |
| 030        | Camerino Z. Mendoza              | Ciudad Mendoza            | 136        | Rafael Lucio                         | Rafeal Lucio                     |
| 031        | Carrillo Puerto                  | Tamarindo                 | 137        | Los Reyes                            | Los Reyes                        |
| 032        | Catemaco                         | Catemaco                  | 138        | Río Blanco                           | Río Blanco                       |
| 033        | Cazones de Herrera               | Cazones de Herrera        | 139        | Saltabarranca                        | Saltabarranca                    |
| 034        | Cerro Azul                       | Cerro Azul                | 140        | San Andrés Tenejapan                 | San Andrés Tenejapan             |
| 035        | Citlaltépetl                     | Citlaltépec               | 141        | San Andrés Tuxtla                    | San Andrés Tuxtla                |
| 036        | Coacoatzintla                    | Coacoatzintla             | 142        | San Juan Evangelista                 | San Juan Evangelista             |
| 037        | Coahuitlán                       | Progreso de Zaragoza      | 143        | Santiago Tuxtla                      | Santiago Tuxtla                  |
| 038        | Coatepec                         | Coatepec                  | 144        | Sayula de Alemán                     | Sayula de Alemán                 |
| 039        | Coatzacoalcos                    | Coatzacoalcos             | 145        | Soconusco                            | Soconusco                        |
| 040        | Coatzintla                       | Coatzintla                | 146        | Sochiapa                             | Sochiapa                         |
| 041        | Coetzala                         | Coetzala                  | 147        | Soledad Atzompa                      | Soledad Atzompa                  |
| 042        | Colipa                           | Colipa                    | 148        | Soledad de Doblado                   | Soledad de Doblado               |
| 043        | Comapa                           | Comapa                    | 149        | Soteapan                             | Soteapan                         |
| 044        | Córdoba                          | Córdoba                   | 150        | Tamalín                              | Tamalín                          |
| 045        | Cosamaloapan de Carpio           | Cosamaloapan              | 151        | Tamiahua                             | Tamiahua                         |
| 046        | Cosautlán de Carvajal            | Cosautlán de Carvajal     | 152        | Tampico Alto                         | Tampico Alto                     |
| 047        | Coscomatepec                     | Coscomatepec de Bravo     | 153        | Tancoco                              | Tancoco                          |
| 048        | Cosoleacaque                     | Cosoleacaque              | 154        | Tantima                              | Tantima                          |
| 049        | Cotaxtla                         | Cotaxtla                  | 155        | Tantoyuca                            | Tantoyuca                        |
| 050        | Coxquihui                        | Coxquihui                 | 156        | Tatatila                             | Tatatila                         |
| 051        | Coyutla                          | Coyutla                   | 157        | Castillo de Teayo                    | Castillo de Teayo                |
| 052        | Cuichapa                         | Cuichapa                  | 158        | Tecolutla                            | Tecolutla                        |
| 053        | Cuitláhuac                       | Cuitláhuac                | 159        | Tehuipango                           | Tehuipango                       |
| 054        | Chacaltianguis                   | Chacaltianguis            | 160        | Álamo Temapache                      | Álamo                            |
| 055        | Chalma                           | Chalma                    | 161        | Tempoal                              | Tempoal de Sánchez               |
| 056        | Chiconamel                       | Chiconamel                | 162        | Tenampa                              | Tenampa                          |
| 057        | Chiconquiaco                     | Chiconquiaco              | 163        | Tenochtitlán                         | Tenochtitlán                     |
| 058        | Chicontepec                      | Chicontepec de Tejeda     | 164        | Teocelo                              | Teocelo                          |
| 059        | Chinameca                        | Chinameca                 | 165        | Tepatlaxco                           | Tepatlaxco                       |
| 060        | Chinampa de Gorostiza            | Chinampa de Gorostiza     | 166        | Tepetlán                             | Tepetlán                         |
| 061        | Las Choapas                      | Las Choapas               | 167        | Tepetzintla                          | Tepetzintla                      |
| 062        | Chocamán                         | Chocamán                  | 168        | Tequila                              | Tequila                          |
| 063        | Chontla                          | Chontla                   | 169        | José Azueta                          | Villa Azueta                     |
| 064        | Chumatlán                        | Chumatlán                 | 170        | Texcatepec                           | Texcatepec                       |
| 065        | Emiliano Zapata                  | Dos Ríos                  | 171        | Texhuacán                            | Texhuacán                        |
| 066        | Espinal                          | Espinal                   | 172        | Texistepec                           | Texistepec                       |
| 067        | Filomeno Mata                    | Filomeno Mata             | 173        | Tezonapa                             | Tezonapa                         |
| 068        | Fortín                           | Fortín de las Flores      | 174        | Tierra Blanca                        | Tierra Blanca                    |
| 069        | Gutiérrez Zamora                 | Gutiérrez Zamora          | 175        | Tihuatlán                            | Tihuatlán                        |
| 070        | Hidalgotitlán                    | Hidalgotitlán             | 176        | Tlacojalpan                          | Tlacojalpan                      |
| 071        | Huatusco                         | Huatusco de Chicuellar    | 177        | Tlacolulan                           | Tlacolulan                       |
| 072        | Huayacocotla                     | Huayacocotla              | 178        | Tlacotalpan                          | Tlacotalpan                      |
| 073        | Hueyapan de Ocampo               | Hueyapan de Ocampo        | 179        | Tlacotepec de Mejía                  | Tlacotepec de Mejía              |
| 074        | Huiloapan de Cuauhtémoc          | Huiloapan de Cuauhtémoc   | 180        | Tlachichilco                         | Tlachichilco                     |
| 075        | Ignacio de la Llave              | Ignacio de la Llave       | 181        | Tlalixcoyan                          | Tlalixcoyan                      |
| 076        | Ilamatlán                        | Ilamatlán                 | 182        | Tlalnelhuayocan                      | Tlalnelhuayocan                  |
| 077        | Isla                             | Isla                      | 183        | Tlapacoyan                           | Tlapacoyan                       |
| 078        | Ixcatepec                        | Ixcatepec                 | 184        | Tlaquilpa                            | Tlaquilpa                        |
| 079        | Ixhuacán de los Reyes            | Ixhuacán de los Reyes     | 185        | Tlilapan                             | Tlilapan                         |
| 080        | Ixhuatlán del Café               | Ixhuatlán del Café        | 186        | Tomatlán                             | Tomatlán                         |
| 081        | Ixhuatlancillo                   | Ixhuatlancillo            | 187        | Tonayán                              | Tonayán                          |
| 082        | Ixhuatlán del Sureste            | Ixhuatlán del Sureste     | 188        | Totutla                              | Totutla                          |
| 083        | Ixhuatlán de Madero              | Ixhuatlán de Madero       | 189        | Tuxpan                               | Túxpan de Rodríguez Cano         |
| 084        | Ixmatlahuacan                    | Ixmatlahuacan             | 190        | Tuxtilla                             | Tuxtilla                         |
| 085        | Ixtaczoquitlán                   | Ixtaczoquitlán            | 191        | Úrsulo Galván                        | Úrsulo Galván                    |
| 086        | Jalacingo                        | Jalacingo                 | 192        | Vega de Alatorre                     | Vega de Alatorre                 |
| 087        | Xalapa                           | Xalapa                    | 193        | Veracruz                             | Veracruz                         |
| 088        | Jalcomulco                       | Jalcomulco                | 194        | Villa Aldama                         | Villa Aldama                     |
| 089        | Jáltipan                         | Jáltipan de Morelos       | 195        | Xoxocotla                            | Xoxocotla                        |
| 090        | Jamapa                           | Jamapa                    | 196        | Yanga                                | Yanga                            |
| 091        | Jesús Carranza                   | Jesús Carranza            | 197        | Yecuatla                             | Yecuatla                         |
| 092        | Xico                             | Xico                      | 198        | Zacualpan                            | Zacualpan                        |
| 093        | Jilotepec                        | Jilotepec                 | 199        | Zaragoza                             | Zaragoza                         |
| 094        | Juan Rodríguez Clara             | Juan Rodríguez Clara      | 200        | Zentla                               | Colonia Manuel González          |
| 095        | Juchique de Ferrer               | Juchique de Ferrer        | 201        | Zongolica                            | Zongolica                        |
| 096        | Landero y Coss                   | Landero y Coss            | 202        | Zontecomatlán de López y Fuentes     | Zontecomatlán de López y Fuentes |
| 097        | Lerdo de Tejada                  | Lerdo de Tejada           | 203        | Zozocolco de Hidalgo                 | Zozocolco de Hidalgo             |
| 098        | Magdalena                        | Magdalena                 | 204        | Agua Dulce                           | Agua Dulce                       |
| 099        | Maltrata                         | Maltrata                  | 205        | El Higo                              | El Higo                          |
| 100        | Manlio Fabio Altamirano          | Manlio Fabio Altamirano   | 206        | Nanchital de Lázaro Cárdenas del Río | Nanchital                        |
| 101        | Mariano Escobedo                 | Mariano Escobedo          | 207        | Tres Valles                          | Tres Valles                      |
| 102        | Martínez de la Torre             | Martínez de la Torre      | 208        | Carlos A. Carrillo                   | Carlos A. Carrillo               |
| 103        | Mecatlán                         | Mecatlán                  | 209        | Tatahuicapan de Juárez               | Tatahuicapan                     |
| 104        | Mecayapan                        | Mecayapan                 | 210        | Uxpanapa                             | La Chinantla                     |
| 105        | Medellín                         | Medellín                  | 211        | San Rafael                           | San Rafael                       |
| 106        | Miahuatlán                       | Miahuatlán                | 212        | Santiago Sochiapan                   | Xochiapa                         |

## Régions administratives

Régions administratives du Veracruz

Les municipalités sont regroupées en régions administratives :
- Région 1 : Huasteca Alta,
- Région 2 : Huasteca Baja,
- Région 3 : Totonaca,
- Région 4 : Nautla,
- Région 5 : Capital,
- Région 6 : Las Montañas,
- Région 7 : Sotavento,
- Région 8 : Papaloapan,
- Région 9 : Los Tuxtlas,
- Région 10 : Olmeca.